# Сечище (Косово)
Вижте пояснителната страница за други значения на Сечище.
Сечище или Сечища (изписване до 1945 година: Сѣчище; на албански: Seqishtë или Seqishta; на сръбски: Сечиште или Sečište) е село в Косово, разположено в община Елезки хан, окръг Феризово. Намира се на 508 метра надморска височина. Населението според преброяването през 2011 г. е 2 252 души, от тях: 2 249 (99,86 %) албанци, 1 (0,04 %) бошняк, 1 (0,04 %) от друга етническа група и 1 (0,04 %) не се е самоопределил.

## География
Селото е разположено в източните склонове на Шар, над Качанишкия пролом на границата със Северна Македония.

## История
В края на XIX век Сечище е албанско село в Тетовска каза на Османската империя. Според статистиката на Васил Кънчов („Македония. Етнография и статистика“) от 1900 година Сечища е село, населявано от 200 жители арнаути мохамедани.
След Междусъюзническата война в 1913 година селото попада в Сърбия.
На етническата си карта на Северозападна Македония в 1929 година Афанасий Селишчев отбелязва Сечища като албанско село.

## Население
Численост на населението според преброяванията през годините:
- 1948 – 457 души
- 1953 – 502 души
- 1961 – 548 души
- 1971 – 640 души
- 1981 – 989 души
- 1991 – 1 205 души
- 2011 – 2 252 души